# Aristolochia odoratissima
Aristolochia odoratissima là một loài thực vật có hoa trong họ Aristolochiaceae. Loài này được L. mô tả khoa học đầu tiên năm 1763.